# Hermann Nagel (Domherr)
Hermann Nagel (* 1584; † 18. November 1637) war Domherr in Münster.

## Leben
Hermann Nagel entstammte dem westfälischen Adelsgeschlecht Nagel, welches seinen Ursprung in der Grafschaft Ravensberg hatte und sich im 16. Jahrhundert bis ins Rheinland und in die Niederlande verbreitete. Er war der
Sohn des Adolf von Nagel zu Ittlingen (Drost zu Stromberg) und dessen Gemahlin Anna von Galen zu Ermelinghof. Mit dem Erhalt der Tonsur am 11. Juni 1605 wurde er auf ein geistliches Leben vorbereitet. Nach der Präsentation durch den Turnar Georg Nagel kam Hermann am 14. Juni des Jahres in den Besitz der münsterschen Dompräbende des verstorbenen Domherrn Christoph von Elverfeldt. Am 27. Juli 1607 legte er ein Studienzeugnis der Universität Paris vor und bat gleichzeitig wegen der dort herrschenden Pest um einen Wechsel zu einer anderen Universität. Ob er anderswo immatrikulierte, ist nicht belegt. Am 29. März 1619 empfing Hermann die Niederen Weihen und wurde am Tag darauf Subdiakon. Am 17. März 1625 erhielt er das Archidiakonat Stadtlohn, verzichtete im Jahr darauf und wechselte zum Archidiakonat Beckum, das durch den Tod des Domherrn Temmo von Bocholtz frei geworden war.
Bereits im Februar 1619 wurde Hermann durch den Generalvikar beschuldigt, in einem Konkubinat zu leben, und wurde angewiesen, dieses aufzugeben. Einige Jahre später folgte die Anschuldigung, Hermann habe ein Verhältnis mit einer Nonne von Überwasser. Daraufhin befahl der Kurfürst Ferdinand am 14. Dezember 1632, gegen ihn einen Prozess zu eröffnen. Die Klage lief am 11. Februar 1633 und während des laufenden Verfahrens kam eine neue Anklage mit denselben Vorwürfen. Hermann erhielt den Befehl, die Magd, mit der er seit Jahren im Konkubinat gelebt hatte, innerhalb von drei Tagen zu entlassen.